# Delta (Utah)
Delta è una città degli Stati Uniti d'America, situata nello Utah, nella contea di Millard.